# 電波結社バババ団
『電波結社バババ団』（でんぱけっしゃバババだん）は、1993年10月2日から1995年3月25日まで中京テレビで放送されていたバラエティ番組・音楽番組である。放送時間は毎週土曜 17:00 - 18:00 （日本標準時）、中京テレビ旧本社Bスタジオからの生放送。

## 概要

### 高杢司会期
12年半にわたってこの時間帯に放送されていた『5時SATマガジン』の後継番組としてスタートした。番組タイトルロゴには小さく「5・SAT II」（ごじサタ・ツー）と入れられており、5時SATの正統後継番組であることが公に示されていた。
当初は司会に元チェッカーズの高杢禎彦を、アシスタントには5時SAT末期のリポーターを務めていた本田みずほを起用していた。また、当時は無名だったフォークダンスDE成子坂の桶田敬太郎と村田渚もレギュラー出演していた。特に司会の高杢は、1993年秋の改編に合わせて放送された中京テレビのイメージCMにも起用されていた。
5時SATからの流れで、ゲストには毎回東野純直や大槻ケンヂなどのJ-POP系・J-ROCK系ミュージシャンたちを招いていた。また、かつて5時SATが行っていた中京コカ・コーラ協賛のフリーライブイベント「LOVE ROCKS」も引き続き実施していたが、番組自体が展開していた企画は地元のスターを発掘する「バババプロダクション」、番組で結成した草野球チームの試合をリポートする「バババ野球団」、その他お笑い芸人による突撃リポートやファッションチェックなど、5時SATが初期に実施していたローカル企画のマイナーチェンジ版がメインであった。5時SATが途中から大きく盛り上がる契機となった音楽番組的要素をある程度は継承していたものの、これはメイン要素ではなかった。

### 成子坂司会期
放送開始から半年後の1994年春、番組は高杢と本田の2人を降板させてリニューアル。残ったフォークダンスDE成子坂の2人にribbonの佐藤愛子（当時はグループ解散前）を加え、以後はこの3人を司会に据えて行われるようになった。『タモリのSuperボキャブラ天国』でブレイクした成子坂の若者人気もあり、番組は一時的ながら活気を取り戻した。1995年1月5日（4日深夜）には、本番組から派生した成子坂単独の特別番組『爆笑!フォークダンスDE成子坂ワールド』も放送された。
だが、番組自体は5時SATの頃の勢いに乗る前に打ち切られ、高杢司会期と合わせて1年半で終了することとなった。その後、中京テレビの土曜夕方枠は2000年4月に『クスクス』がスタートするまでの間、ミニ番組や一時的に放送された15分番組『旅はパノラマ』以外はすべて日本テレビ製作番組の時差ネット枠ないしは再放送枠として使われることになった。

## 出演者
- 高杢禎彦
- 本田みずほ
- 桶田敬太郎（当時フォークダンスDE成子坂）
- 村田渚（当時フォークダンスDE成子坂）
- 佐藤愛子（当時ribbon）

## 番組イベント
- LOVE ROCKS '94
  - 開催日時：1994年5月1日（日曜）
  - 開催会場：豊田市矢作緑地白浜公園
  - 内容：J-POP系・J-ROCK系ミュージシャンたちを招いてのフリーライブイベント
  - 出演者：桶田敬太郎、村田渚、佐藤愛子
- ラジごめ震災救援ライブ
  - 開催日時：1995年3月18日（土曜）[5]
  - 放送日時：1995年3月26日（日曜：番組最終回の翌日）[6]
  - 開催会場：クラブダイアモンドホール
  - 内容：『電波結社バババ団』『ラジごめII金曜日の王様』『ラジごめIIIホンジャマカ共和国』各レギュラー陣[5][6]＋バカルディ[5]による阪神・淡路大震災義捐金チャリティーイベント
  - 出演者：桶田敬太郎、村田渚、嘉門達夫、石塚英彦、恵俊彰、大竹一樹、三村勝和
- 5時SAT&バババ団 LOVE ROCKS THE FINAL WAVE -THANKS FOR 14YEARS-
  - 開催日時：1995年4月30日（日曜）
  - 放送日時：1995年6月1日（木曜）[7]
  - 開催会場：豊田市矢作緑地白浜公園
  - 内容：J-POP系・J-ROCK系ミュージシャンたちを招いてのフリーライブイベント

## エピソード
2016年5月20日放送の『探偵!ナイトスクープ』（朝日放送。東海3県ではメ〜テレで同年5月28日未明に放送）に、大学生の頃にこのバババ団の歌のオーディションに参加した一般女性が出演した。彼女は、オーディションの審査員を務めていたキダ・タローが彼女の歌に評価を下している最中に見せたリアクションがいまだに気に掛かっており、その事についてキダ本人から直接訊きたいと探偵局へ依頼したことにより、ナイトスクープでバババ団の映像が流された。